# Маркиз де Кинтана-дель-Марко

Герб муниципалитета Кинтана-дель-Марко, провинция Леон, автономное сообщество Кастилия-Леон

Маркиз де Кинтана-дель-Марко — испанский дворянский титул. Он был создан 19 июня 1660 года королем Испании Филиппом IV для Хосе Энрикеса де Порреса Мугики, сеньора де Кинтана-дель-Марко, который был сыном Кристобаля де Порреса Энрикеса и Сотомайора, 1-го графа де Кастронуэво, 9-го сеньора де Кастронуэво, сеньора де Кинтана-дель-Марко, и Марианны де Мугики и Веласко.
Название маркизата происходит от названия муниципалитета Кинтана-дель-Марко, провинция Леон, автономное сообщество Кастилия-Леон.

## Маркизы де Кинтана-дель-Марко
|                                             | Титул                                               | Период                                      |
| Креация создана королем Испании Филиппом IV | Креация создана королем Испании Филиппом IV         | Креация создана королем Испании Филиппом IV |
| ------------------------------------------- | --------------------------------------------------- | ------------------------------------------- |
| I                                           | Хосе Энрикес де Поррес Мугика                       | 1630-1631                                   |
| II                                          | Франсиска Энрикес де Поррес                         | 1631 — ?                                    |
| III                                         | Мария Петронилла Ниньо де поррес и Энрике де Гусман | ? — 1700                                    |
| IV                                          | Мартин Доминго де Гусман и Ниньо                    | 1700-1722                                   |
| V                                           | Себастьян Антонио Доминго де Гусман и Спинола       | 1722-1757                                   |
| VI                                          | Хосе Мария де Гусман и Велес де Гевара              | 1757-1781                                   |
| VII                                         | Диего Вентура де Гусман и Фернандес де Кордова      | 1781-1805                                   |
| VIII                                        | Диего Исидро де Гусман и де ла Серда                | 1805-1849                                   |
| IX                                          | Карлос Луис де Гусман и де ла Серда                 | 1850-1888                                   |
| X                                           | Хосе Райниеро де Гусман и де ла Серда               | 1881-1891                                   |
| XI                                          | Хуан Баутиста де Гусман и де ла Серда               | 1891-1895                                   |
| XII                                         | Мария дель Пилар де Гусман и де ла Серда            | 1895-1881                                   |
| XIII                                        | Хуан Баутиста де Гусман и Кабальеро                 | 1881-1890                                   |
| XIV                                         | Хуан де Завала и де Гусман                          | 1890-1910                                   |
| XV                                          | Хуана де Завала и Гусман                            | 1911-1919                                   |
| XVI                                         | Хосе Гильермо Уртадо де Амесага и Завала            | 1920-1958                                   |
| XVII                                        | Мария дель Пилар де Завала и Гусман                 | 1958-1915                                   |
| XVIII                                       | Мария дель Пилар Гарсия-Санчо и Завала              | 1915-1916                                   |
| XIX                                         | Хуан Баутиста Травеседо и Гарсия-Санчо              | 1916-1961                                   |
| XX                                          | Хосе Мария Травеседо и Мартинес де лас Ривас        | 1961-1962                                   |
| XXI                                         | Хуан Травеседо и Колон де Карвахаль                 | 1962-2003                                   |
| XXII                                        | Анна Травеседо и Хулия                              | 2004 — настоящее время.                     |

## История маркизов де Кинтана-дель-Марко
- Хосе де Поррес Мугика и Энрикес (? — 1634), 1-й маркиз де Кинтана-дель-Марко, 2-й граф де Кастронуэво. Сын Кристобаля де порреса Энрикеса де Сотомайора, 1-го графа де Кастронуэво, и Марии де Мугики и Веласко.

1. Супруга — Констанса де Рибера и Ороско. Ему наследовала его сестра:

- Франсиска Энрике де Поррес, 2-я маркиза де Кинтана-дель-Марко, 3-я графиня де Кастронуэво.

1. Супруг — Гарсия Ниньо Кончильос и де Рибера (1617—1644), 2-й граф де Вильяумброса. Ей наследовала их дочь:

- Петронилла Ниньо де Поррес и Энрике де Гусман (1640—1700), 3-я маркиза де Кинтана-дель-Марко, 4-я графиня де Кастронуэво, 3-я графиня де Вильяумброса.

1. Супруг — Педро Нуньес де Гусман (? — 1678), 3-й маркиз де Монтеалегре. Ей наследовал их сын:

- Мартин Доминго де Гусман и Ниньо[исп.] (1658—1722), 4-й маркиз де Кинтана-дель-Марко, 5-й граф де Кастронуэво, 4-й маркиз де Монтеалегре.

1. Супруга — Тереза Спинола и Колонна, дочь Паоло Висенто Спинолы и Дория, 3-го маркиза де лос Бальбасес, и Анны Колонны. Ему наследовал их сын:

- Себастьян Антонио Доминго де Гусман и Спинола[исп.] (1683—1757), 5-й маркиз де Кинтана-дель-Марко, 6-й граф де Кастронуэво, 6-й граф де лос Аркос, 5-й маркиз де Монтеалегре, гранд Испании, 8-й граф де Аньовер-де-Тормес

1. Супруга с 1708 года Мельчора де ла Тринидад Велес Ладрон де Гевара (? — 1727), 3-я маркиза де Гевара, 3-я графиня де Кампо-Реаль, дочь Иньиго Мануэля Велеса Ладрона де Гевары и Тассиса, 10-го графа де Оньяте, 4-го графа де Вильямедьяна, 2-го маркиза де Гевары и 2-го графа де Кампо-Реаль. Ему наследовал их сын:

- Хосе Мария де Гусман и Велес де Гевара[исп.] (1709—1781), 6-й маркиз де Кинтана-дель-Марко, 4-й маркиз де Гевара, 7-й граф де Вильямедьяна, 12-й граф де Оньяте (гранд Испании), 6-й маркиз де Монтеалегре, 5-й граф де Кампо-Реаль, 7-й граф де Кастронуэво, 7-й граф де лос Аркос.

1. Супруга — Мария Феличе Фернандес де Кордова и Спинола (1705—1748), дочь Николаса Фернандеса де Кордовы и Фигероа и Агилар, 10-го герцога де Мединасели, 9-го герцога де Ферия, 10-го герцога де Сегорбе, 11-го герцога де Кардона, 8-го герцога де Алькала-де-лос-Гасулес, 7-го герцога де Лерма, 9-го маркиза де Когольюдо, 6-го маркиза де Монтальбан, 9-го маркиза де Прьего, 7-го маркиза де Вильяфранка.
2. Супруга — Вентура Франсиска (Буэнавентура) Фернандес де Кордова Фольк Кардона Рекесенс и де Арагон (1712—1768), 11-я герцогиня де Сесса, 9-я герцогиня де Баэна, 10-я герцогиня де Сома, 15-я графиня де Кабра, 16-я графиня де Паламмос, 10-я графиня де Оливето, 16-я графиня де Тривенто, графиня де Авеллино, 13-я виконтесса де Иснахар, 25-я баронесса де Бельпуиг. Ему наследовал его сын от первого брака:

- Диего Вентура де Гусман и Фернандес де Кордова[исп.] (1738—1805), 7-й маркиз де Кинтана-дель-Марко, 8-й граф де Кастронуэво, 5-й маркиз де Гевара, 17-й маркиз Агилар-де-Кампоо, 8-й граф де лос Аркос, 13-й граф де Оньяте, граф де Вильямедиана, 5-й граф де Кампо-Реаль, граф де Аньовер-де-Тормес, граф де Кастаньеда.

1. Супруга — Мария Исидра де ла Серда и Гусман Манрике де Лара (1742—1811), 19-я герцогиня де Нахера, 14-я графиня де Паредес-де-Нава, 6-я маркиза де Ла-Лагуна-де-Камеро-Вьехо. Ему наследовал их сын:

- Диего Исидро де Гусман и де ла Серда[исп.] (1776—1849), 8-й маркиз де Кинтана-дель-Марко, 9-й граф де Кастронуэво, 20-й герцог де Нахера, 6-й маркиз де Гевара, 18-й маркиз Агилар-де-Кампоо, 7-й маркиз де Ла-Лагуна-де-Камеро-Вьехо, граф де лос Аркос, 14-й граф де Оньяте, граф де Вильямедьяна, 6-й граф де Кампо-Реаль, 15-й граф де Паредес-де-Нава, 17-й граф де Тревиньо, граф де Кастаньеда, граф де Валенсия-де-Дон-Хуан.

1. Супруга — Мария дель Пилар де ла Серда и Марин де Ресенде (1777—1812), дочь Хосе Марии де ла Серды и Сернесио, 5-го графа де Парсент, и Марии дель Кармен Марин де Ресенде, графини де Бурета.
2. Супруга — Мария Магдалена Текла Кабальеро и Террерос (1790—1865). Ему наследовал его сын от первого брака:

- Карлос Луис де Гусман и де ла Серда (1801—1880), 9-й маркиз де Кинтана-дель-Марко, 10-й граф де Кастронуэво, 21-й герцог де Нахера, 15-й граф де Оньяте, 7-й граф де Кампо-Реаль.

1. Супруга — Мария Хосефа де ла Серда и Палафокс. Брак был бездетным. Ему наследовал его младший брат:

- Хосе Райниеро де Гусман и де ла Серда (1806—1891), 10-й маркиз де Кинтана-дель-Марко, 11-й граф де Кастронуэво, 22-й герцог де Нахера, 7-й маркиз де Гевара, 16-й граф де Оньяте. Холост и бездетен. Ему наследовал его сводный брат, сын его отца от второго брака:

- Хуан Баутиста де Гусман и Кабальеро (? — 1895), 11-й маркиз де Кинтана-дель-Марко, 12-й граф де Кастронуэво, 23-й герцог де Нахера, 18-й граф де Тревиньо, 17-й граф де Оньяте. Холост и бездетен. Ему наследовала его старшая сводная сестра:

- Мария дель Пилар де Гусман и де ла Серда (1811—1901), 12-я маркиза де Кинтана-дель-Марко, 13-я графиня де Кастронуэво, 23-я герцогиня де Нахера, 12-я маркиза де Монтеалегре, 19-я графиня де Тревиньо, 17-я графиня де Оньяте, 16-я графиня де Паредес-де-Нава и 8-я маркиза де Гевара.

1. Супруг — Хуан де Савала и де ла Пуэнте (1804—1879), 1-й маркиз де Сьерра-Бульонес, 3-й маркиз де ла Пуэнте и Сотомайор, маркиз де Торребланка и 6-й граф де Вильясеньор. Ей наследовал их сын:

- Хуан Баутиста де Гусман и Кабальеро (1844—1910), 13-й маркиз де Кинтана-дель-Марко. Ему наследовал его брат:

- Хуан де Савала и Гусман (1844—1910), 14-й маркиз де Кинтана-дель-Марко, 14-й граф де Кастронуэво, 25-й герцог де Нахера, 2-й маркиз де Сьерра-Бульонес, 13-й маркиз де Монтеалегре, 17-й граф де Паредес-де-Нава, 19-й граф де Оньяте, 20-й граф де Тревиньо, 7-й граф де Вильясеньор.

1. Супруга — Каролина Сантамарка и Доната, 2-я маркиза де Сантамарка. Бездетен. Ему наследовала его сестра:

- Хуана де Савала и Гусман (1846—1919), 15-я маркиза де Кинтана-дель-Марко, 8-я графиня де Вильясеньор.

1. Супруг — Камило Уртадо де Амесага и Бальмаседа (1827—1888), 6-й маркиз де Рискаль. Ей наследовал их сын:

- Хосе Гильермо Уртадо де Амесага и Савала (1867—1955), 16-й маркиз де Кинтана-дель-Марко, 7-й маркиз де Рискаль, 9-й граф де Вильясеньор.

1. Супруга — Беренгуэла де Кольядо и дель-Алькасар (1872—1930), 3-я маркиза де Ла-Лагуна и 2-я виконтесса де Харафе. Ему наследовала его тетка:

- Мария дель Пилар де Савала и Гусман (1840—1915), 17-я маркиза де Кинтана-дель-Марко, 26-я герцогиня де Нахера, 4-я маркиза де сьерра-де-Бульонес, 20-я маркиза де Агилар-де-Кампоо, 6-я маркиза де Торребланка, 20-я графиня де Оньяте, 19-я графиня де Паредес-де-Нава, 10-я графиня де Кастаньеда, 21-я графиня де Тревиньо.

1. Супруга — Вентура Гарсия-Санчо и Ибаррондо (1837—1914), 1-й граф де Консуэгра. Ей наследовала их дочь:

- Мария дель Пилар Гарсия-Санчо и Савала (1864—1916), 18-я маркиза де Кинтана-дель-Марко, 27-я герцогиня де Нахера, 21-я графиня де Оньяте, 21-я маркиза де Агилар-де-Кампоо, 5-я маркиза де Сьерра-де-Бульонес, 7-я маркиза де Торребланка, 11-я графиня де Кастаньеда, 21-я графиня де Паредес-де-Нава, 2-я графиня де Консуэгра, 22-я графиня де Тревиньо, 16-я графиня де Кастронуэво.

1. Супруг — Леопольдо Травеседо и Фернандес-Ксарьего, сын Хуана Травеседо и Канета, 1-го графа де Maluque, и Карлотты Фернандес Касарьего и Мендес-Пьедра, 2-й маркизы де Касарьего и виконтессы де Тапия. Ей наследовал их сын:

- Хуан Баутиста Травеседо и Гарсия-Санчо (1890—1965), 19-й маркиз де Кинтана-дель-Марко, 28-й герцог де Нахера, 22-й маркиз Агилар-де-Кампоо, 10-й граф де Кампо-Реаль, 22-й граф де Оньяте, 8-й маркиз де Торребланка, 23-й граф де Тревиньо, 17-й граф де Кастронуэво.

1. Мария дель Кармен Мартинес де лас Ривас и Ричардсон (род. 1899), дочь Мигеля Хосе Мартина де Лехарса и де ла Ривас, 4-го маркиза де Мудела и Марии Ричардсон О’Коннор. Ему наследовал их сын:

- Хуан де Травеседо и Мартинес де лас Ривас (1923—1996), 20-й маркиз де Кинтана-дель-Марко, 19-й герцог де Нахера, 14-й граф де Кастронуэво, 23-й граф де Паредес-де-Нава, 23-й граф де Оньяте, 11-й граф де Кампо-Реаль, 4-й граф де Консуэгра, 24-й граф де Тревиньо, 28-й граф де Кастронуэво. Ему наследовал его племянник, сын его брата Хосе Марии де Травеседо и Мартинеса де лас Риваса (1924—1993), и Марии Эулалии Колон де Карвахаль и Марото (род. 1924):

- Хуан де Травеседо и Колон де Карвахаль (1949—2003), 21-й маркиз де Кинтана-дель-Марко, 30-й герцог де Нахера, 23-й граф де Оньяте, 24-й граф де Паредес-де-Нава, 5-й граф де Консуэгра, 25-й граф де Тревиньо, 19-й граф де Кастронуэво.

1. Супруга — Анна Мария Хулия и Диес де Ривера. Ему наследовала их дочь:

- Анна де Травеседо и Хулия (род. 1980), 22-я маркиза де Кинтана-дель-Марко.